# آپارتمان‌های همتا
آپارتمان‌های همتا (انگلیسی: Twin Flats) یک فیلم کمدی صامت کوتاه آمریکایی است که در سال ۱۹۱۶ منتشر شد. از بازیگران این فیلم می‌توان به اولیور هاردی، ریموند مک‌کی، کیت پرایس و فلورنس مک‌لاکلین اشاره کرد.